# معبد هوننو

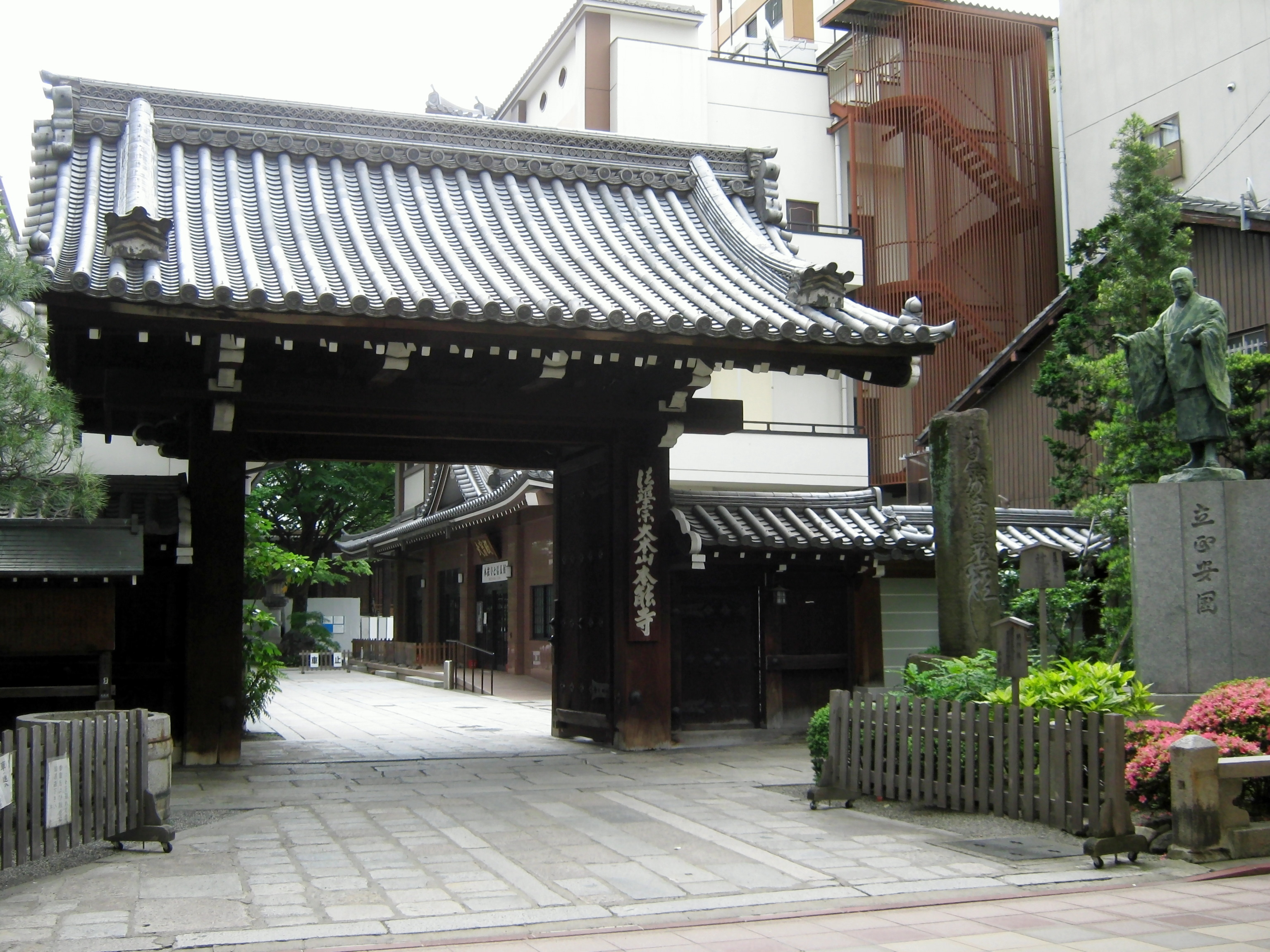
معبد هوننو

معبد هوننو (انگلیسی: Honnō-ji) یک معبد متعلق به یکی از شاخه‌های آیین بودایی، بنام بوداگرایی نیچی‌رن است. این معبد در کیوتو در کشور ژاپن واقع شده‌است.
معبد هوننو بیشتر به دلیل حادثه حادثه معبد هوننو - ترور اودا نوبوناگا - که در ۲۱ ژوئن ۱۵۸۲ در آنجا اتفاق افتاد مشهور است. نوبوناگا قبل از حمله به معبد با محافظان کمی در معبد اقامت کرد. اما توسط ژنرال خود آکچی میتسوهیده به او خیانت شد. نیروهای آکچی معبد را محاصره کردند و آن را به آتش کشیدند. نوبوناگا که می‌دانست هیچ راهی برای او وجود ندارد، همراه با خادمش موری رانمارو مرتکب هاراکیری شد. برادران رانمارو نیز در معبد هوننو کشته شدند.